# Премія Гільдії кіноакторів США (2023)
29-а церемонія вручення премії Гільдії кіноакторів США за заслуги у галузі кінематографу та телебачення за 2022 рік відбулась 26 лютого 2023 року в готелі  Fairmont Century Plaza у Лос-Анджелесі, штат Каліфорнія. Номінанти було оголошені 11 січня 2023 року акторками Гейлі Лу Річардсон і Ешлі Парк у прямому ефірі Instagram.
У травні 2022 року було підтверджено, що церемонія більше не транслюватиметься на TNT і TBS (церемонія транслюється на TNT з 1998 року, а також транслюється на TBS з 2006 року); прес-секретар наполягав на тому, що пошук нового місця для церемонії «не є чимось незвичайним і траплялося кілька разів за історію існування премії. Це нічим не відрізняється». Церемонію транслювали у прямому ефірі YouTube-каналу Netflix.

## Номінанти та лавреати. Кіно
| Найкраща головна роль у фільмі | Найкраща головна роль у фільмі |
| Чоловіча роль | Жіноча роль |
| --- | --- |
| - Брендан Фрейзер — «Кит» — за роль Чарлі - Остін Батлер — «Елвіс» — за роль Елвіса Преслі - Колін Фаррелл — «Банши Інішерина» — за роль Патрикія - Білл Наї — «Жити» — за роль містера Вільямса - Адам Сендлер — «Дорога до НБА» — за роль Стенлі Шугермана                                              | - Мішель Єо — «Все завжди і водночас» — за роль Евелін - Кейт Бланшетт — «Тар» — за роль Лідії Тар - Віола Девіс — «Королева-воїн» — за роль Наніски - Ана де Армас — «Білявка» — за роль Мерлін Монро - Даніель Дедвайлер — «Тілль» — за роль Меймі Тілль                                              |
| Найкраща роль другого плану у фільмі | |
| Чоловіча роль другого плану | Жіноча роль другого плану |
| - Джонатан Ке Кван — «Все завжди і водночас» — за роль Веймонда - Пол Дано — «Фабельмани» — за роль Берта Фейбелмана - Брендан Глісон — «Банши Інішерина» — за роль Колма Доерті - Баррі Кіоган — «Банши Інішерина» — за роль Домініка Керні - Едді Редмейн — «Хороший медбрат» — за роль Чарльза Каллена | - Джеймі Лі Кертіс — «Все завжди і водночас» — за роль Дейрдри Бобейрдр - Анджела Бассетт — «Чорна пантера: Ваканда назавжди» — за роль Рамонди - Хонг Чау — «Кит» — за роль Ліз - Керрі Кондон — «Банши Інішерина» — за роль Шівон Салліван - Стефані Хсу — «Все завжди і водночас» — за роль Джон Ван |
| Найкращий акторський склад в ігровому кіно | |
| - «Все завжди і водночас» - «Вавилон» - «Банши Інішерина» - «Фабельмани» - «Говорять жінки» | |
| Найкращий каскадерський ансамбль в ігровому кіно | |
| - «Найкращий стрілець: Маверік» - «Аватар: Шлях води» - «Бетмен» - «Чорна пантера: Ваканда назавжди» - «Королева-воїн» | |

## Номінанти та лавреати. Телебачення
| - Сем Елліотт — «1883» (Paramount+) — за роль Шейя Бреннана - Стів Карелл — «Пацієнт» (FX на Hulu) — за роль Алана Штрауса - Тарон Еджертон — «Чорний птах» (Apple TV+) — за роль Джеймс Кіна - Пол Волтер Гаузер — «Чорний птах» (Apple TV+) — за роль Ларрі Холла - Еван Пітерс — «Дамер – Чудовисько: Історія Джеффрі Дамера» (Netflix) — за роль Джеффрі Дамера       | - Джессіка Честейн — «Джордж і Теммі» (Showtime) — за роль Теммі Вайнетт - Емілі Блант — «Англійка» (Prime Video) — за роль леді Корнелії Локк - Джулія Гарнер — «Вигадана Анна» (Netflix) — за роль Анни Сорокіної - Нісі Неш — «Дамер – Чудовисько: Історія Джеффрі Дамера» (Netflix) — за роль Гленди Клівленд - Аманда Сейфрід — «Вибула» (Hulu) — за роль Елізабет Холмс |
| Найкраща роль у драматичному серіалі | |
| Чоловіча роль | Жіноча роль |
| - Джейсон Бейтман — «Озарк» (Netflix) — за роль Мартіна «Марті» Бьорда - Джонатан Бенкс — «Краще подзвоніть Солу» (AMC) — за роль Майка Ермантрауда - Джефф Бріджес — «Старий» (FX) — за роль Дена Чейза / Генрі Діксона / Джонні Колера - Боб Оденкерк — «Краще подзвоніть Солу» (AMC) — за роль Сола Ґудмена - Адам Скотт — «Розрив» (Apple TV+) — за роль Марка Скаута | - Дженніфер Кулідж — «Білий лотос» (HBO) — за роль Таня МакКуоїд - Елізабет Дебікі — «Корона» (Netflix) — за роль Діани, принцеси Уельської - Джулія Гарнер — «Озарк» (Netflix) — за роль Рут Ленгмор - Лора Лінні — «Озарк» (Netflix) — за роль Венді Бьорд - Зендея — «Ейфорія» (HBO) — за роль Ру Беннет                                                                   |
| Найкраща роль у комедійному серіалі | |
| Чоловіча роль | Жіноча роль |
| - Джеремі Аллен Вайт — «Ведмідь» (FX on Hulu) — за роль Кармена «Кермі» Берзатто - Ентоні Керріган — «Баррі» (HBO) — за роль Нонр - Білл Хейдер — «Баррі» (HBO) — за роль Баррі Беркмена - Стів Мартін — «Вбивства в одній будівлі» (Hulu) — за роль Чарльза-Гейдена Саведжа - Мартін Шорт — «Вбивства в одній будівлі» (Hulu) — за роль Олівера Патнема                  | - Джин Смарт — «Хитрощі» (HBO Max) — за роль Дебори Венс - Крістіна Епплгейт — «Мертвий для мене» (Netflix) — за роль Джен Гардінг - Рейчел Броснаген — «Дивовижна місис Мейзел» (Prime Video) — за роль Міріам «Мідж» Мейзел - Квінта Брансон — «Початкова школа Ебботт» (АВС) — за роль Джанін Тіг - Дженна Ортега — «Венздей» (Netflix) — за роль Венздей Аддамс           |
| Найкращий акторський склад у драматичному серіалі | |
| - «Білий лотос» (HBO) - «Краще подзвоніть Солу» (AMC) - «Корона» (Netflix) - «Озарк» (Netflix) - «Розрив» (Apple TV+) | |
| Найкращий акторський склад у комедійному серіалі | |
| - «Початкова школа Ебботт» (АВС) - «Баррі» (HBO) - «Ведмідь» (FX on Hulu) - «Хитрощі» (HBO Max) - «Вбивства в одній будівлі» (Hulu) | |
| Найкращий каскадерський ансамбль у телесеріалі | |
| - «Дивні дива» (Netflix) - «Андор» (Disney+) - «Хлопаки» (Prime Video) - «Володар перснів: Персні влади» (Prime Video) - «Дім дракона» (HBO) | |

## Премія Гільдії кіноакторів США за внесок у кінематограф
| Лауреат      |
| ------------ |
| - Саллі Філд |